# Dover (Illinois)
Dover è un villaggio degli Stati Uniti d'America, situato nello Stato dell'Illinois, nella contea di Bureau.